# Гелен Мубанга
Гелен Мубанга (англ. Hellen Mubanga; нар. 23 травня 1995, Лусака, Замбія) — замбійська футболістка, нападниця іспанського клубу «Сарагоса» та національної збірної Замбії.

## Клубна кар'єра
Народилася в місті Лусака. Вихованка «Баулені Спортс Академі». На батьківщині виступала за «Ред Ерроуз». У 2020 році перейшла до клубу іспанського Сегунда Дивізіону «Сарагоса».

## Кар'єра в збірній
У футболці національної збірної Замбії виступала на Чемпіонаті африканських націй 2014 року та Кубку африканських націй 2018 року.